# Günter Wesche
Günter Wesche (* 25. Juni 1947 in Hannover) ist ein ehemaliger deutscher Fußballspieler.

## Karriere
Aus der Landesliga Niedersachsen von der SpVgg Niedersachsen Döhren, der Halbstürmer hatte auch Erfahrung in der Landesauswahl von Niedersachsen im Länderpokal der Amateure an der Seite von Mitspielern wie Bernd Helmschrot und Franz Merkhoffer in der Saison 1967/68 gesammelt, wechselte Wesche zur Saison 1968/69 zu SV Arminia Hannover in die damals zweitklassige Fußball-Regionalliga Nord. Er debütierte am Rundenstarttag, den 18. August 1968, bei einem 1:1-Heimremis gegen Bremerhaven 93 in der Regionalliga. Unter Trainer Hans Hipp standen Mitspieler wie Winfried Mittrowski, Klaus Forbrig, Reinhard Wasner und Hendrikus van Meteren an seiner Seite. Arminia belegte den fünften Rang und Wesche hatte in 32 Ligaeinsätzen zwei Tore erzielt. Nach sechs Runden mit Arminia hatte er von 1968 bis 1974 insgesamt 165 Ligaeinsätze mit 14 Toren zu verzeichnen.
Zur Saison 1975/76 wechselte er zum großen Stadtrivalen Hannover 96, welcher in der ersten Saison der 2. Fußball-Bundesliga, 1974/75, den Aufstieg in die Bundesliga erreicht hatte. Mit den „Roten“ debütierte Wesche unter Trainer Helmut Kronsbein am Starttag, den 9. August 1975, bei einem 3:3-Heimremis gegen Borussia Mönchengladbach in der Bundesliga. Die „Fohlen“ vom Bökelberg waren mit den Angreifern Allan Simonsen, Henning Jensen und Jupp Heynckes angetreten. Wesche absolvierte an der Seite von Mitspielern wie Paul Holz, Jürgen Weber, Wolfgang Lüttges und Rolf Kaemmer 23 Spiele ohne Torerfolg und stieg mit Hannover unter dem Kronsbein-Nachfolger Hannes Baldauf als Tabellensechzehnter ab.
Nach zwei Jahren in der Zweitklassigkeit der 2. Bundesliga, 1976/77 und 1977/78, es wurde ein vierter und ein fünfter Tabellenplatz belegt, hatte er 54 weitere Profispiele absolviert und wechselte anschließend zum SC Langenhagen in den Amateurbereich zurück.

## Sonstiges
Wesche ist gelernter Kfz-Mechaniker, er arbeitete bis zu seinem Ruhestand bei den Stadtwerken Hannover.